# Ej (literă)

Ej cu caron, majuscula îm stânga și minuscula în dreapta

Ej (nume scris și: ezh; cunoscut și ca: Z cu codiță; majuscula: Ʒ, minuscula: ʒ; pronunția numelui: /ˈɛʒ/) este o literă a cărei formă mică ⟨ʒ⟩ este folosită în Alfabetul Fonetic Internațional, aici reprezentând consoana fricativă postalveolară sonoră.
Ej este de asemnea folosit ca literă în ortografia limbii skolt sami, atât sub forma simplă cât și cu cea cu caron (Ǯ ǯ).

## Caractere similare

### Asemănarea curo-ul din hiragana

O animație a scrierii ro-ului din hiragana ⟨ろ⟩

Ej arată asemănător cu ろ, caracterul japonez folosit pentru scrierea morei „ro”. Totuși, unghiul central al lui ろ iese puțin înafară, spre deosebire de ej care are acel unghi în interiorul literei.

O animație a scrierii ru-ului din hiragana ⟨る⟩. Poate să fie observată singura diferență a sa față de ろ: bucla de la sfârșit.

De asemenea, caracterul din hiragana numit „ru” ⟨る⟩, ce e identică cu ろ exceptând bucla de la sfârșit.